# خانه زادگاه دکتر علی شریعتی
خانه زادگاه دکتر علی شریعتی مربوط به دوره پهلوی اول است و در شهرستان داورزن، بخش مرکزی، روستای کاهک واقع شده‌است. این اثر در ۲۷ مرداد ۱۳۸۲ با شمارهٔ ثبت ۹۵۹۱ به‌عنوان یکی از آثار ملی ایران به ثبت رسیده است